# Ermita de la Cueva Santa de Almenara
La Ermita de la Cueva Santa, en Almenara, comarca de la Plana Baja, Castellón, es un lugar de culto católico, sito en la calle San Roque número 36, catalogado como Bien de Relevancia Local, según la Disposición Adicional Quinta de la Ley 5/2007, de 9 de febrero, de la Generalitat, de modificación de la Ley 4/1998, de 11 de junio, del Patrimonio Cultural Valenciano (DOCV Núm. 5.449 / 13/02/2007); presentando como código de identificación 12.06.011-007.
La ermita es del año 1782 y presenta un aspecto externo muy sencillo con fachada en chaflán, que presenta una única puerta de acceso, en cuya parte superior se abre un óculo en forma elíptica y como remate de la fachada un pequeño hastial que hace las veces de espadaña donde se ubica una sola campana, de 36 centímetros de diámetro y 16 kilos de peso. El templo se llama también: Ermita de la Cueva Santa y de la Santa Infancia.